# پاسکال ژاردن
پاسکال ژاردن (فرانسوی: Pascal Jardin‎؛ ۱۴ مهٔ ۱۹۳۴ – ۳۰ ژوئیهٔ ۱۹۸۰) یک فیلم‌نامه‌نویس و نویسنده اهل فرانسه بود.
وی همچنین برندهٔ جوایزی همچون جایزه بزرگ رمان فرهنگستان فرانسه شده‌است.

## گزیدهٔ فیلم‌شناسی
- پزشک (۱۹۷۹)
- قفس (۱۹۷۵)
- تفنگ کهنه (۱۹۷۵)
- نسل اربابان (۱۹۷۴)
- قطار (۱۹۷۳)
- بیوه کودرک (۱۹۷۱)
- خالکوبی (۱۹۶۸)
- خانه شادی (۱۹۶۴)
- عشق‌های مشهور (۱۹۶۱)